# Cannibales préparant leurs victimes
Cannibales préparant leurs victimes (en espagnol : Caníbales preparando a sus víctimas) est une peinture réalisée par Francisco de Goya entre 1800 et 1808 qui fait partie d’une série de toiles sur le cannibalisme, la cruauté et la sorcellerie. Cette scène est complétée par Cannibales contemplant des restes humains, dans un couple parfois nommé « Peintures sauvages ».

## Contexte
Après être devenu sourd au début des années 1790, Goya commença à traiter de sujets sombres  dans ce qu’il nommait tableaux « du caprice et de l’invention ». Ces toiles incluent des scènes de prisons, de folie, de cruauté et de sorcellerie, de viols, de meurtres de sang-froid et ici de cannibalisme. Pour le site Arte Historia, le contexte dans lequel Goya peignit ces scènes est inconnu mais pourrait être lié au « tragique destin des jésuites français Jean de Brébeuf et Gabriel Lallemant, assassinés par des Iroquois en 1649 » et dont les vêtements seraient ceux peints à gauche de la scène.

## Description
À l’entrée d’une grotte, trois hommes nus s’attellent à en dépecer deux autres. Deux sont accroupis autour d’un cadavre, le troisième, debout de face, écorche une seconde victime suspendue par les pieds la tête en bas.
La scène est sommaire, l’environnement est à peine suggéré, la scène quasi inexistante, les personnages sont flous, brumeux. La force et la violence des personnages ressortent avec d’autant plus de force dans ce qui est, pour Arte en Historia, une « allégorie à la nature humaine ».
Les coups de pinceaux sont rapides et précis. Goya s'appuie sur un dessin aux contours précis, renforcé de lignes sombres, anticipant l’impressionnisme.